# Honoré Théodore Maxime Gazan de la Peyrière
Honoré Théodore Maxime Gazan de la Peyrière, född 29 oktober 1765 i Grasse i Frankrike, död 9 april 1845 i Grasse i Frankrike var en fransk general som stred under Franska revolutionskrigen och Napoleonkrigen. 
Gazan började sin karriär i den franska kustbevakningen. Senare utsågs han att vara med i det kungliga livgardet men vid den franska revolutionens början gick han med i Franska nationalgardet. Efter att ha tjänstgjort i den franska armén i Nederländerna fick han vara med på André Massénas offensiv in i Schweiz 1799 och deltog i slagen vid Winterthur och Zürich. Augusti 1805 hade Gazan befälet över en fransk division som omringade österrikare vid Ulm. 11 november samma år deltog Gazan och hans division i anfallet mot Wien. Gazans division omringades av Michail Kutuzovs men och Gazan förlorade mer än 40% av hans män. Efter den preussiska förlusten vid slaget vid Dürenstein överfördes han till Iberiska halvön där han tog flera viktiga beslut under Spanska självständighetskriget. Han deltog i flera viktiga slag, såsom slaget vid Vitoria och Slaget vid Albuera.   